# اوروکیناز
اوروکیناز (به انگلیسی: Urokinase) دارویی است که برای درمان انواع لخته‌های خونی و به ویژه درمان آمبولی ریه استفاده می‌شود.
نام تجارتی: Abbokinase
رده درمانی: داروهای ترومبولیتیک (آنزیم ترومبولیتیک)
اشکال دارویی: آمپول (پودر مخصوص تزریق) (ویال) ۲۵۰۰۰۰ و ۷۵۰۰۰ واحد (iu)در ویال

## مکانیسم اثر
اوروکیناز اثر ترومبولیتیک خود را از طریق تأثیر مستقیم بر روند فعال شدن تبدیل پلاسمینوژن به پلاسمین انجام می‌دهد و از این راه باعث تحریک ترومبولیز می‌شود.

## موارد مصرف
- انحلال آمبولی بزرگ و حاد ریه و آمبولی ریوی همراه با اختلال همودینامیک
- ترومبوز شریان کرونری
- انسداد کاتتر وریدی

نکته از فارماکولوژی کاتزونگ: به‌طورکلی، کاربرد بالینی داروهای ترومبولیتیک اغلب شامل درمان فوریتی ترومبوز شریانهای کرونری می‌باشد. از این داروها در درمان آمبولی‌های متعدد ریوی (آمبولی ریه) نیز استفاده می‌شود. قبل از استفاده از این داروها خونریزی مغزی باید رد شود.

## طریقه مصرف
- در انحلال آمبولی بزرگ و حاد ریه و آمبولی ریوی همراه با اختلال همودینامیک:

در بالغین: ابتدا ۴۴۰۰ واحد (iu) به ازای هر کیلوگرم وزن بدن، از راه تزریق یا انفوزیون وریدی در خلال ۱۰ دقیقه و سپس ۴۴۰۰ واحد (iu) در ساعت از راه تزریق وریدی تجویز می‌شود. برای انفوزیون وریدی، فقط باید از پمپ انفوزیون استفاده شود.
- در ترومبوز شریان کرونری:

در بالغین: ۶۰۰۰ واحد (IU) در دقیقه، از طریق کاتتر داخل شریان کرونری و تا زمان بازشدن شریان (معمولاً بین ۱۵ تا ۳۰ دقیقه) انفوزیون می‌گردد. اوروکیناز تا ۲ ساعت نیز تجویز شده و ممکن است لازم باشد که دارو تا ۲ ساعت انفوزیون شود. متوسط دوزاژ مصرف (میانگین دوز تام برای انحلال ترومبوز) ۵۰۰۰۰۰ (IU) می‌باشد.
- در بازکردن انسداد کاتتر وریدی:

در بالغین: ۵۰۰۰ واحد (IU) به داخل کاتتر مسدود شده تزریق می‌شود.

## موارد منع مصرف
- هیپرتانسیون شدید و غیرقابل کنترل
- خون‌ریزی فعال داخلی
- هموراژی
- ترومبوز
- نارسایی کبد (حاد و مزمن)
- نارسایی کلیه (حاد و مزمن)
- کولیت اولسراتیو
- دیورتیکولیت
- آمبولی مغزی اخیر
- صدمه عروقی مغز
- سابقه انجام جراحی اعصاب در ۲ ماه اخیر
- جراحی اخیر قفسه سینه
- ترومای اخیر
- زخمهای اولسراتیو
- حاملگی
- ده روز اول بعد از زایمان
- هیپرکواگولاسیون کنترل نشده
- بیماری مزمن ریوی، همراه با کاویته
- اندوکاردیت باکتریال تحت حاد
- بیماری‌های روماتیسمی قلب
- بیماری‌های دریچه‌ای قلب
- رتینوپاتی دیابتیک هموراژیک

نکته از فارماکولوژی کاتزونگ : داروهای ترومبولیتیک در بیماران مبتلا به نئوپلاسم یا بیمارانی که قرار است تحت عمل جراحی قرار بگیرند، به کار نمی‌روند، چراکه شانس خونریزی را بالا می‌برند.
موارد احتیاط: بعد از اعمال جراحی و اقدامات تشخیصی، اوروکیناز را باید با احتیاط مصرف کرد.

## تداخلات دارویی
مصرف هم‌زمان اوروکیناز با داروهای ضد انعقاد خون، داروهای مؤٍثر بر فعالیت پلاکت‌ها، آسپیرین، داروهای ضد التهاب غیر استروئیدی و دی پیریدامول باعث افزایش خطر خون‌ریزی می‌گردد.

## عوارض جانبی
- در پوست: کهیر، اکیموز
- در قلب و عروق: آریتمی یا دیس ریتمی‌های دهلیزی و بطنی، کاهش یا افزایش موقت فشارخون
- در چشم و گوش و حلق و بینی: ادم پری اوربیتال، خونریزی از لثه
- در دستگاه گوارش: تهوع
- در خون: خونریزی خود به خود، کاهش هماتوکریت
- در موضع: فلبیت در محل تزریق
- در سایر قسمتها: واکنش افزایش حساسیت، آنافیلاکسی، دردهای عضلانی-استخوانی، برونکواسپاسم، هماچوری.

## نکات
- واکنش‌های آلرژیک و همینطور خونریزی، اغلب در استفاده از ترومبولیتیک‌ها ایجاد می‌شوند، که در صورت بروز این عوارض باید مصرف دارو را فوراً قطع نمود.